# Celtis chicape
Celtis chicape är en hampväxtart som först beskrevs av Hugh Algernon Weddell, och fick sitt nu gällande namn av Friedrich Anton Wilhelm Miquel. Celtis chicape ingår i släktet Celtis och familjen hampväxter. Inga underarter finns listade i Catalogue of Life.